# Montabaur
Montabaur [ˈmɔntabauɐ] er en statsanerkendt turistby og administrationsby i Westerwaldkreis i den tyske delstat Rheinland-Pfalz. Byen er samtidig administrationsby for  Verbandsgemeinde Montabaur, med 24 kommuner, og er  udpeget til lokalcentrum.

## Geografi

### Inddeling
Montabaur har ud over hovedbyen syv landsbyer med lokalråd (Ortsbezirke).
| Ortsbezirk  | tilhørende bebyggelser           | Indbyggere | Areal in ha |
| ----------- | -------------------------------- | ---------- | ----------- |
| Bladernheim |                                  | 145        | 102,23      |
| Elgendorf   |                                  | 1.312      | 259,92      |
| Eschelbach  | Bahlsmühle, Hillhof, Hüttenmühle | 597        | 300,28      |
| Ettersdorf  | Heckenmühle                      | 175        | 109,95      |
| Horressen   | Grubenfeld                       | 1.772      | 282,18      |
| Reckenthal  | Kurhotel Waldesruhe              | 118        | 151,34      |
| Wirzenborn  | Grubenhaus, Wirzenborner Mühle   | 66         | 142,87      |

 Einwohner mit Hauptwohnsitz, Stand 31. Dezember 2012 

### Nabokommuner
Nabokommuner  er (med uret fra nord): Dernbach, Staudt, Heiligenroth, Großholbach, Girod, Steinefrenz, Heilberscheid, Nomborn, Daubach, Stahlhofen, Untershausen, Holler, Niederelbert, Arzbach, Kadenbach, Neuhäusel og Hillscheid